# Avaldsnes
Avaldsnes est un village de la municipalité de Karmøy dans le comté de Rogaland, en Norvège. Le village est situé dans la partie nord-est de l'île de Karmøy, le long du détroit de Karmsund, juste au sud de la ville de Haugesund. Le village est un ancien centre de pouvoir sur la côte ouest de la Norvège et est le site de l'une des zones les plus importantes de l'histoire culturelle de Norvège.
Le village est le centre administratif de l'ancienne municipalité d'Avaldsnes qui a existé de 1838 à 1965. La population s'élève en 2019 à 2 890 habitants.
Avaldsnes est décrite comme « la plus ancienne capitale de Norvège » car elle était la résidence principale de Harald Ier qui a unifié la Norvège en un seul royaume.

## Histoire

### Origine et premiers rois
On pense qu'Avaldsnes doit son nom au légendaire roi Augvald (en), qui aurait eu son siège dans la région entourant le détroit de Karmsund. Avaldsnes est stratégiquement situé le long de la route maritime de la côte ouest de la Norvège, connue sous le nom de Norvegr. Cette route maritime est essentielle pour la navigation côtière, fournissant un passage protégé le long du littoral grâce à la proximité des îles et des détroits. Le site d'Avaldsnes permet de contrôler et de sécuriser cette importante voie de commerce et de communication. Dès le IIIe siècle, Avaldsnes est utilisé par des rois qui exploitent la navigation pour affirmer leur pouvoir sur cette zone stratégique.
La résidence d'Avaldsnes est souvent associée à Haraldr Hárfagri, qui, selon la tradition, unifie la Norvège au IXe siècle. Il aurait établi sa cour à Avaldsnes, faisant du site un centre politique et militaire clé dans la consolidation du royaume naissant de Norvège vers 870, ce qui en fait le plus ancien siège royal de Norvège.

### Fin de l'âge viking
Selon la légende, Olav Trygvason aurait construit l'église d'Avaldsnes, apparemment comme chapelle de manoir pour la résidence du roi. Il s'agissait probablement d'un stavkirke assez petit. L'actuelle Église Saint-Olaf d'Avaldsnes (norvégien : Olavskirken) est construite vers 1250 après J.-C., sur ordre du roi Håkon Håkonsson. Elle n'est achevée que vers 1320. Dédiée à Saint Olaf, c'était l'une des plus grandes églises en pierre norvégiennes du Moyen Âge et l'une des quatre seules églises collégiales royales de Norvège. L'église était une étape importante du pilegrimsleden vers Nidaros qui longeait la côte.
Au fil des siècles, Avaldsnes reste un site royal important. Des découvertes archéologiques récentes mettent en lumière l'existence d'un complexe royal en pierre datant de la fin du XIIIe siècle. Ce manoir royal, dont la construction est commencée sous le règne de Håkon V, démontre l'importance continue d'Avaldsnes au sein du royaume norvégien médiéval.

## Archéologie et fouilles
En 1834-1835, une tombe exceptionnelle est découverte à Avaldsnes, enfouie sous un tertre de 43m de diamètre et de 5m de haut. Elle est connue sous le nom de Flagghaug. Le chef ou roi qui y est inhumé remonte au IIIe siècle. On y a retrouvé des armes issues du commerce effectué avec l'Empire Romain. Cette tombe témoigne de la militarisation des élites scandinaves et de la richesse qui s'y développe fortement. Les découvertes incluent des bateaux-tombes. Les bâtiments caractéristique avec un toit en forme de bateau renversé apparaissent dès le IVe siècle. Une présence élitaire dominant l'ensemble du détroit se confirme dès le VIIIe siècle.
De riches découvertes préhistoriques ont été faites dans toute la région. Reheia (également connue sous le nom de Blodheia) est située à environ 1km à l'ouest de l'église. Le roi Harald Ier de Norvège a établi sa ferme principale à Avaldsnes vers 870. En 953, le roi Haakon le Bon livre une bataille contre les fils de son demi-frère le roi Eirik Hache-Sanglante. Les forces du roi Haakon gagnent la bataille et il règne comme roi de Norvège jusqu'à sa mort en 961,,.
Ce site contient le seul exemple norvégien de tumulus funéraires de l'âge du bronze. Un navire funéraire datant de l'époque de la dynastie mérovingienne (environ 680-750 après J.-C.) découvert ici est le plus ancien navire funéraire découvert dans les pays nordiques.
Les fouilles menées en 2011-2012 révèlent des vestiges d'une résidence royale et d'une église médiévale dédiée à saint Olaf, bâtie au XIIIe siècle. Ce complexe, qui comprend des bâtiments en pierre, témoigne de l'importance stratégique et symbolique du site durant la période médiévale, notamment en tant que résidence royale. Le site est détruit lors d'une attaque en 1368 par la Ligue hanséatique, mais il continue à être utilisé au cours des siècles suivants, notamment à des fins religieuses.

## Importance actuelle
Aujourd'hui, Avaldsnes est reconnu comme un site historique et archéologique majeur en Norvège. Il abrite un musée et un centre d'interprétation qui permettent aux visiteurs de découvrir l'histoire du site et son rôle dans la formation de la Norvège. Les fouilles continuent de révéler des informations sur les dynamiques politiques, économiques et culturelles de la région, renforçant ainsi Avaldsnes comme un lieu clé dans l'histoire de la Scandinavie.

### Centre historique de Nordvegen

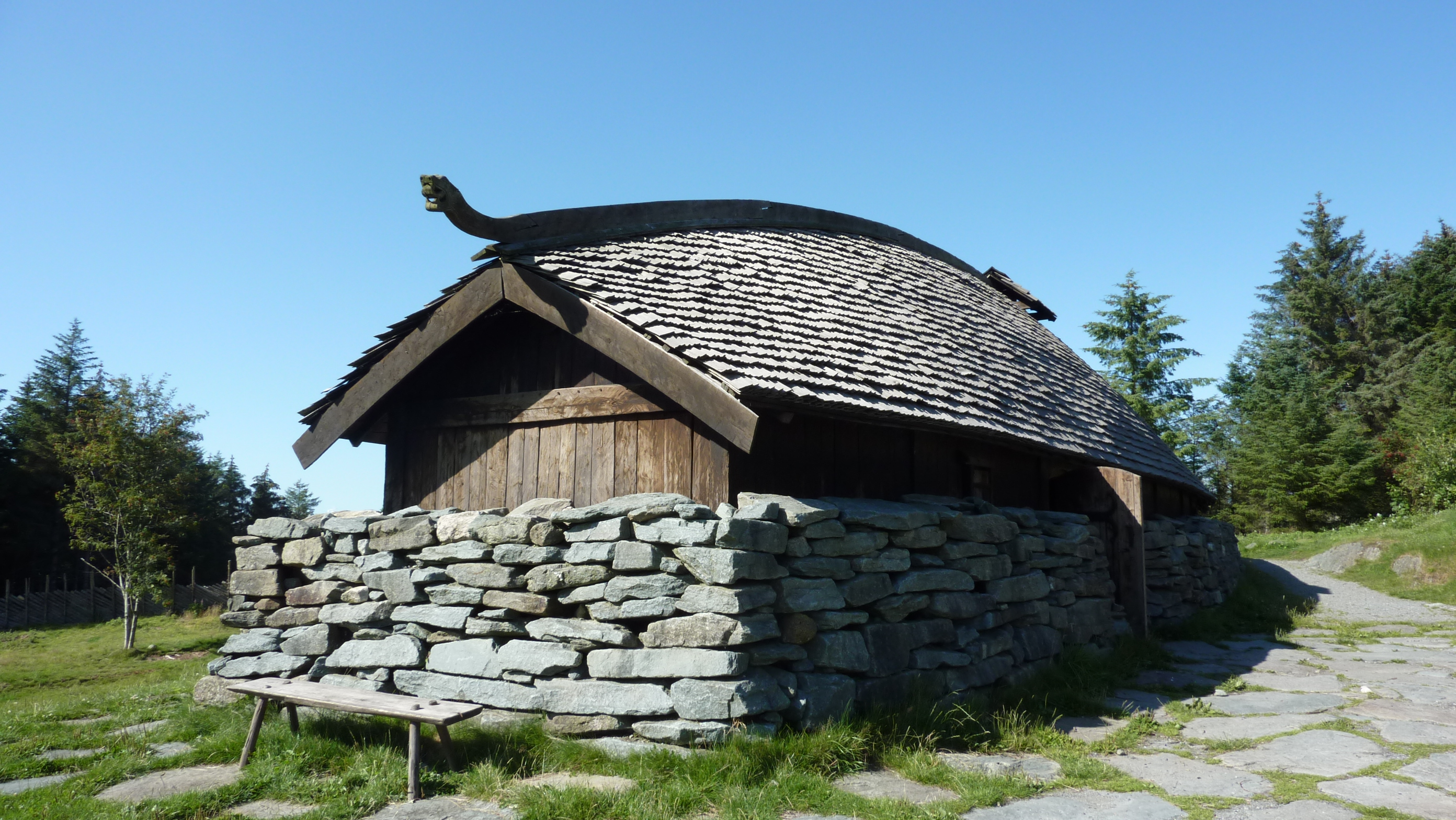
Maison longue viking reconstituée à la ferme viking d'Avaldsnes

Le centre historique de Nordvegen (norvégien : Nordvegen historiesenter) a été ouvert en 2005, afin de mettre en valeur les qualités historiques d'Avaldsnes. Le centre est situé à proximité de l'église Saint-Olav. Afin de préserver au mieux l'intégrité de l'église issue du Moyen Âge ainsi que le paysage historique, la majeure partie du centre est située sous terre.
Il existe une réplique d'une ferme de l'époque viking avec plusieurs bâtiments, dont des reproductions d'une maison longue et de hangars à bateaux sur l'île de Bukkøy. La maison longue de la ferme Viking est une construction à chevalets avec des murs courbes et un double toit incurvé recouvert de bardeaux de bois.

### ProjetAvaldsnes Royal Manor
Depuis 2007, le projet Avaldsnes Royal Manor permet de réaliser d'importantes fouilles et recherches archéologiques sur le site. Financé en partie par des institutions locales et nationales, ce projet vise à mieux comprendre le rôle d'Avaldsnes dans la formation de la royauté norvégienne et scandinave. Il a également mis en évidence l'importance des connexions entre Avaldsnes et d'autres régions de Scandinavie, ainsi qu'avec le continent européen, notamment pendant l'Antiquité tardive et le début du Moyen Âge.